# جيم دان (رجل أعمال)
جيم دان (بالإنجليزية: Jim Dunn)‏ هو شخصية أعمال أمريكي، ولد في 1865 في مارشالتاون في الولايات المتحدة، وتوفي في 9 يونيو 1922 في شيكاغو في الولايات المتحدة.